# Tape Five
Tape Five — многонациональный немецкий музыкальный проект, основанный в 2003 году автором песен и продюсером Мартином Штратхаузеном.
Tape Five создаёт музыку в различных стилях, таких как свинг, электро-свинг, нью-джаз, латина, лаунж, даб, трип-хоп, чилаут и электро. В то время как в первых двух альбомах доминировали лаундж, нью-джаз, свинг и латина, Tape Five повлияли на движение электро-свинга своими альбомами Tonight Josephine (2010) и Swing Patrol (2012). Седьмой альбом The Roaring 2020s вышел 25 октябрь 2019 с лейблом SMARTY-MART-RECORDS «Ревущие 2020-е» выполнены в стиле ретро-модернизма, подражания стилям 1920-х гг. Tape Five сотрудничали с различными звукозаписывающими компаниями: ChinChin Records (Германия), Rambling Records (Япония) и DigDis (Германия).

## Стиль
Музыка Tape Five выполнена в стиле подражания известным композиторам джазовой и андеграундной музыки середины 20-го века. Стиль Bossa Nova первых двух альбомов можно сравнить с музыкой Леса Бакстера, создателя жанра экзотика. Второй альбом Bossa for a Coup перекликается с мелодиями Куинси Джонса 1960-х годов. Мелодию «Медленная серенада» четвёртого альбома « Swing Patrol» можно понимать как дань старым записям Гленна Миллера 1930-х годов. Композиция основана на системе Шиллингера, которая уже использовалась Сестрами Эндрюс или Бенни Гудманом.

## Участие музыкантов и певцов
Мартин Штратхаузен является мультиинструменталистом и реализует свои записи как в сотрудничестве с международными музыкантами и певцами (Германия, Англия, Италия, Франция, Румыния, США, Россия, Украина, Камерун и т. д.), так и с местными артистами из Эссенского Университета искусств Фолькванг.

## Дискография

### Альбомы
- 2003: Avenue du Gare (Vinyl), DigDis
- 2006: Swingfood Mood, Europäische Version, DigDis
- 2007: Swingfood Mood, Japan Edition, Rambling Records
- 2007: Swingfood Mood, US Edition, Watermusic Records
- 2007: Bossa for a Coup, ChinChin Records
- 2007: Bossa for a Coup, US Edition, Watermusic Records
- 2008: Swingfood Mood 2nd edition, DigDis
- 2010: Tonight Josephine!, ChinChin Records, Magic Records und Rambling Records
- 2012: Swing Patrol, ChinChin Records und Rambling Records
- 2014: Bossa for a Coup — Reloaded, Chinchin Records
- 2015: Circus Maximus, Chinchin Records
- 2017: Soiree Deluxe, Chinchin Records
- 2019: The Roaring 2020s, SMARTY-MART-RECORDS

### EPs и Maxis (подборка)
- 2010: Aerophon Maxi
- 2010: Tequila / Tintarella di Luna
- 2013: Geraldines Remixes
- 2014: Gipsy VIP
- 2017: Circus Maximus Aerophon RMX